# Kakeru Sekiguchi
Kakeru Sekiguchi (en japonés: 関口翔, Sekiguchi Shō) (Chiba, 27 de septiembre de 1994) es una luchadora profesional japonesa, reconocida por participar, como luchadora independiente, en las promociones niponas Actwres girl'Z y Oz Academy.

## Carrera profesional

### Circuito independiente (2017–presente)
Como independiente, Sekiguchi es conocida por competir en múltiples promociones de la escena independiente japonesa. En el LLPW-X Takako Inoue 30th Anniversary Show, un evento promovido por Ladies Legend Pro-Wrestling el 2 de octubre de 2018, Sekiguchi hizo equipo con Tomoko Watanabe en un esfuerzo perdedor contra CRYSIS (Jaguar Yokota y Megumi Yabushita). En la quinta noche del Trans Magic Tour 2018 de Wrestle-1 del 14 de marzo de 2018, Sekiguchi hizo equipo con Natsumi Maki en un esfuerzo perdedor contra Hana Kimura y Saori Anou. En el 2AW Rina Shingaki Retirement Show, un evento promovido por Active Advance Pro Wrestling el 23 de noviembre de 2021, Sekiguchi hizo equipo con Shiori Asahi para derrotar a Itsuki Aoki y Ricky Fuji. En 10th Anniversary of Kaori Yoneyama's Retirement Withdrawal, evento promovido por YMZ Wrestling el 23 de diciembre de 2021, Sekiguchi hizo equipo con Rina Yamashita, Asuka y Hikaru Sato para derrotar a Kaori Yoneyama, Masahiro Takanashi, Moeka Haruhi y Tsubasa Kuragaki en un combate navideño por equipos de ocho hombres. En el Pure-J Climax 2021 del 26 de diciembre, se unió a Mika Akino y Sonoko Kato como Mission K4 para derrotar a Wanted (Kazuki, Momo Tani y Rydeen Hagane) en un combate por equipos de seis mujeres.

### Actwres girl'Z (2017-presente)
Sekiguchi debutó en la lucha profesional en Actwres girl'Z en el AgZ Act 18, un evento promovido el 26 de marzo de 2017, donde cayó ante Asami Hisato. En AWG Act 45, el 8 de enero de 2020, compitió en una battle royal de 19 personas ganada por Rina Amikura y en la que también participaron Himeka Arita, Tae Honma, Miyuki Takase y Yumiko Hotta, entre otras. En Ice Ribbon & Actwres girl'Z Joint Show, del 16 de noviembre de 2020, Sekiguchi formó equipo con Ami Miura, Hikari Shimizu, Mari y Saki como Team AWG en un esfuerzo perdedor contra el Team Ice Ribbon (Hiragi Kurumi, Ibuki Hoshi, Matsuya Uno, Totoro Satsuki y Tsukushi Haruka) como resultado de un gauntlet tag team match.

### Oz Academy (2017-presente)
Otra promoción en la que ha competido es Oz Academy. Hizo su primera aparición en OZ Academy Plum Hanasaku 2017 el 20 de agosto, donde hizo equipo con su compañera de stable de Mission K4, Sonoko Kato, en un esfuerzo perdedor contra Ozaki-gun (Maya Yukihi y Mayumi Ozaki). En OZ Academy Connect To The Future, el 2 de diciembre de 2018, Sekiguchi desafió sin éxito a Hikaru Shida por el Campeonato de Peso Abierto de Oz Academy en uno de sus combates de desafío de novatos. En OZ Academy Come Back To Shima! el 26 de mayo de 2019, compitió en una battel royal de 13 personas ganada por Itsuki Aoki y en la que también participaron Cherry, Kaori Yoneyama, Tsubasa Kuragaki y Yoshiko, entre otros. En The End of the Year, el 30 de diciembre de 2020, se unió a su compañera de stable Mission K4 Kaho Kobayashi para derrotar a otra pareja de compañeros, Mika Akino y Sonoko Kato, por el Oz Academy Tag Team Championship.

### Pro Wrestling Wave (2018-presente)
Sekiguchi hace apariciones esporádicas en Pro Wrestling Wave. En WAVE Summer Fiesta 2018 ~ Young OH! OH! ~Summer Koshien OH! OH!~, del 31 de julio de 2018, hizo equipo con Giulia y Mio Momono en un esfuerzo perdedor contra Hiroe Nagahama, Miyuki Takase y Rin Kadokura como resultado de un tag team match al mejor de dos de tres caídas. En WAVE NAMI 1, un evento promovido el 1 de marzo de 2020, hizo equipo con Misa Matsui, cayendo ante Yuki Miyazaki y Yuu.

## Campeonatos y logros
- Actwres girl'Z
  - AWG Tag Team Championship (1 vez) – con Miku Aono
- Oz Academy
  - Oz Academy Tag Team Championship (1 vez) – con Kaho Kobayashi[18]